# Anagnota major
Anagnota major är en tvåvingeart som beskrevs av Rohacek och Amnon Freidberg 1993. Anagnota major ingår i släktet Anagnota och familjen sumpflugor. Inga underarter finns listade i Catalogue of Life.